# Estri
|  | «Eina» redirigeix aquí. Vegeu-ne altres significats a «Eina (desambiguació)». |

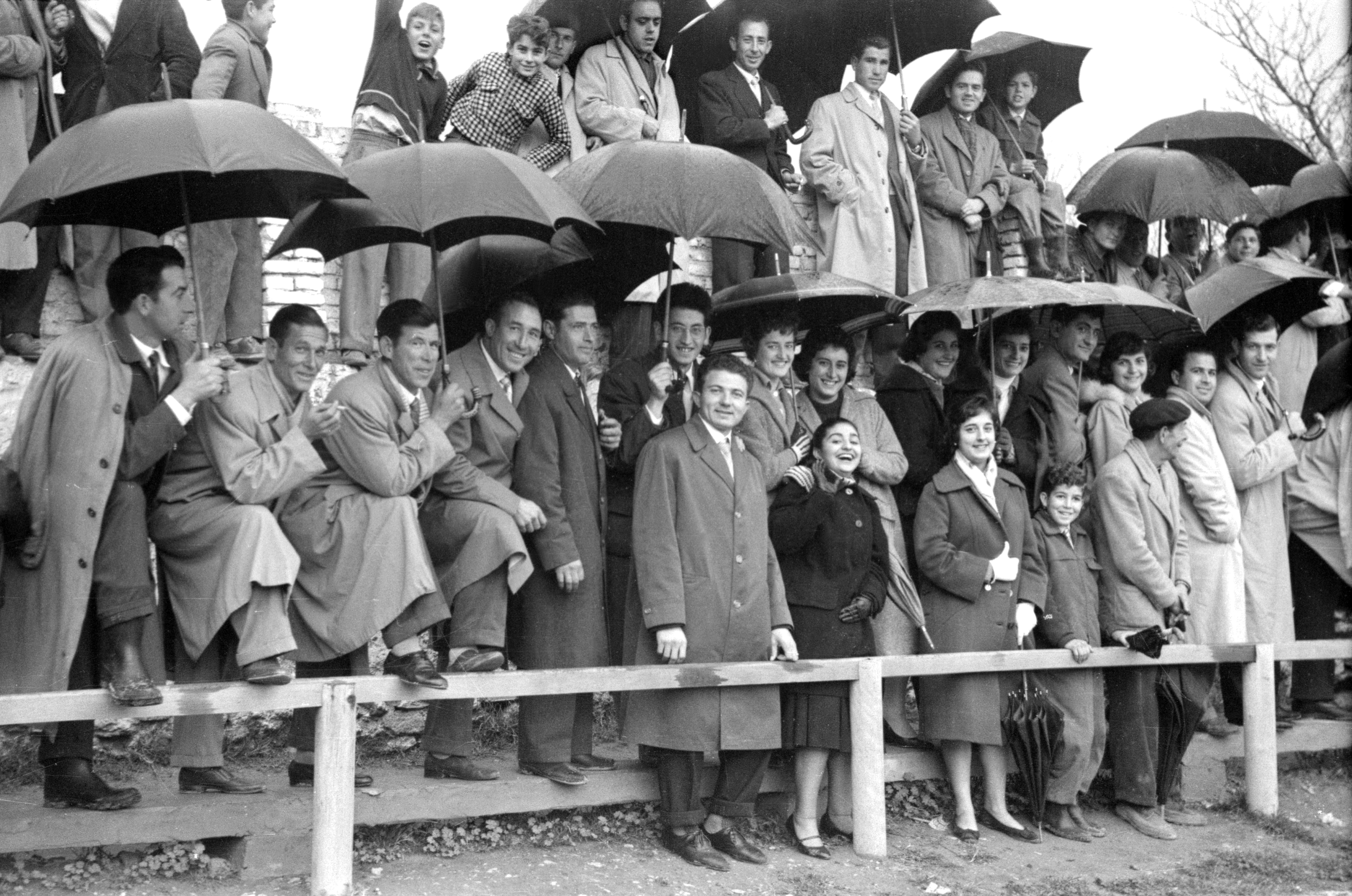
Els paraigües són estris que hom porta quan plou

Un estri o utensili és un objecte, generalment d’ús manual, utilitzat habitualment a la llar o a la feina per satisfer necessitats o facilitar activitats humanes. Quan els estris es fan servir per transformar o elaborar objectes, reben el nom d’eines, també anomenades aïnes, ferramentes o atifells.
Alguns animals també fan servir estris en les seves activitats quotidianes, especialment per obtenir aliment.

## Característiques de les eines
Les eines es dissenyen i fabriquen per complir un o més propòsits específics, per la qual cosa són artefactes amb una funció tècnica.
Moltes eines, però no totes, són combinacions de màquines simples que proporcionen un avantatge mecànic. Per exemple, una pinça és una doble palanca el punt de la qual de suport està en l'articulació central, la potència és aplicada per la mà i la resistència per la peça que és subjectada. Un martell, en canvi, substitueix un puny o una pedra per un material més dur, l'acer, on s'aprofita l'energia cinètica que se li imprimeix.
Les eines es divideixen en dos grans grups: manuals i mecàniques. Altrament, es poden classificar segons el seu ús, com per exemple el mesurament, el traçat, la subjecció, el tall, el desbastat o el cop. Les manuals usen la força muscular humana (com el martell), mentre que les mecàniques usen una font d'energia externa, per exemple l'energia elèctrica.

## Història de les eines

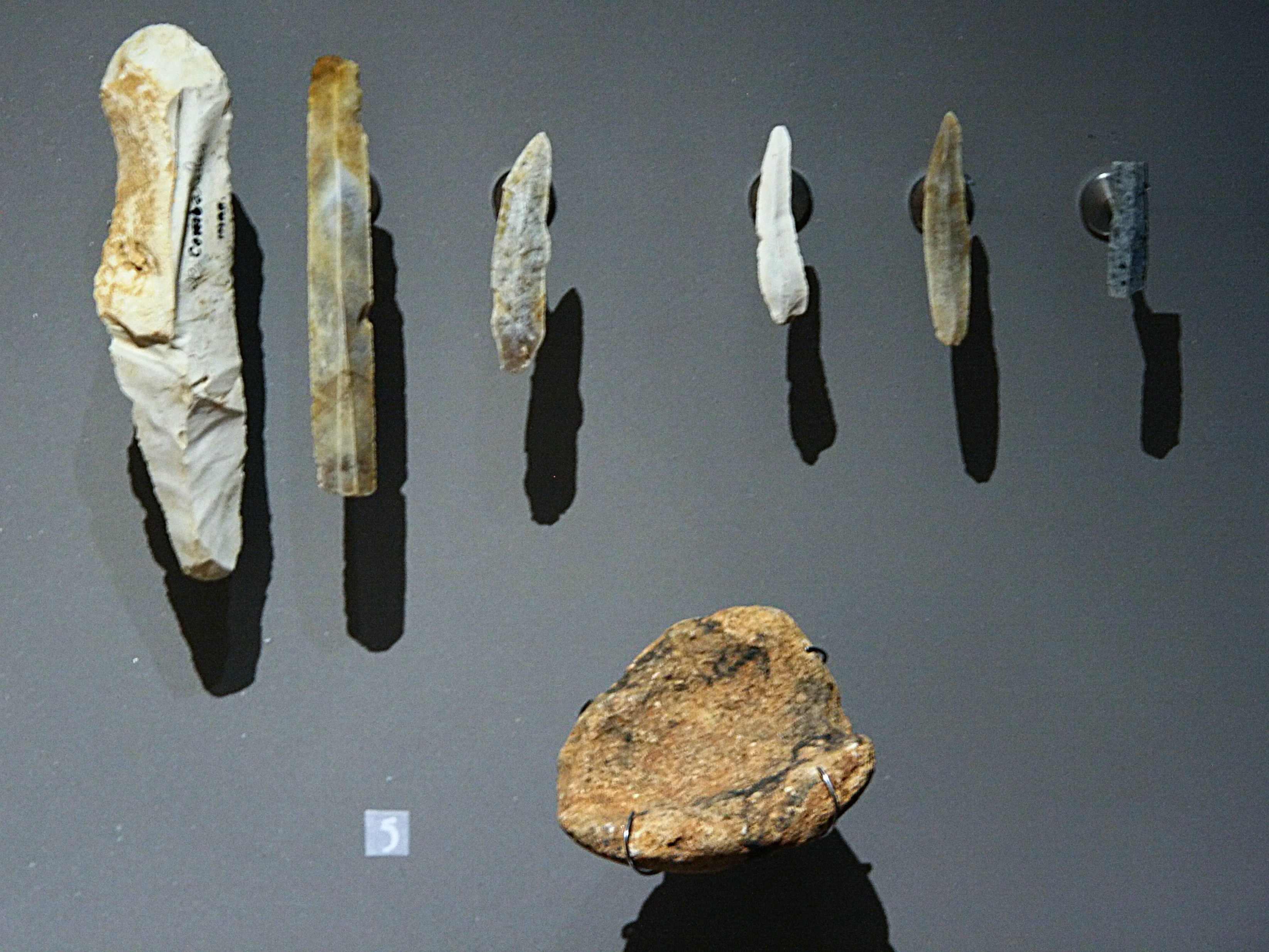
Eines prehistòriques d'uns 10.000 anys d'antiguitat trobades a la cova de Les Combarelles a França

Igual que la resta dels animals, els humans primitius usaven el seu cos per aconseguir el que necessitaven: cavaven pous, tallaven la carn amb les seves dents, etc.
Les primeres eines dels humans primitius van ser elements utilitzats en el seu estat natural i trobats al seu entorn, com ara pedres, ossos d'animals i pals, que van ser aprofitats habitualment com a armes o mitjans defensius.

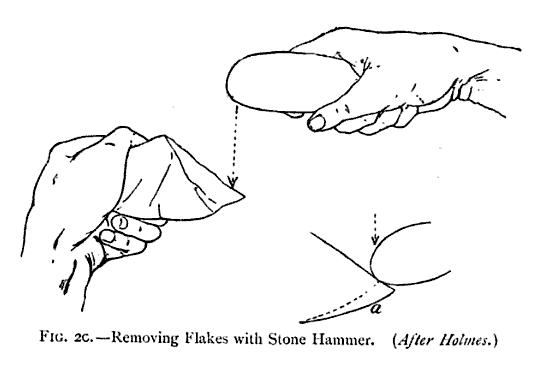
Fabricant una eina de pedra

Fa aproximadament 3.000.000 d'anys, els humans van començar a tallar pedres. Copejaven una pedra tova amb una altra més dura, com el sílex, per tal d'obtenir puntes de fletxes que feien servir com a armes; o creant-hi vores filoses, que els hi permetessin tallar carn o fusta. Així van aparèixer el ganivet, la destral, el xerrac i el torn.
Les primeres agulles es van fer amb ossos d'animals o espines de peixos, i s'utilitzaven per cosir vestimentes fetes de fibres de plantes o de cuir. Gradualment, es van combinar aquests estris per crear-ne d'altres més complexos. És el cas del mànec del martell, al qual se li va afegir una pedra afilada en forma de serra per crear la falç, utilitzada en tasques agrícoles.
Gràcies a aquests avanços i combinacions, avui dia existeix una àmplia varietat d'eines: llapis per escriure, gomes per esborrar, cintes per córrer, automòbils per mobilitzar-nos més ràpidament o computadores per escriure o connectar-nos amb el món. Totes i cadascuna d'elles permeten dur a terme activitats de forma més fàcil.

## Classificació dels estris segons l'ús
Hi ha diferents tipus d'estris segons l'ús que se'n fa:
- Estris d'aprovisionament, per a fornir-se de materials o queviures.
- Estris quotidians, normalment manuals, per a facilitar les activitats quotidianes que no són del treball, com ara els estris de cuina, de taula, de vestir-se (roba), d'esbarjo (joguines), estris d'higiene personal i la resta d'estris que s'utilitzen per a activitats de la vida diària.
- Estris de treball mecànic (eines), tant manuals com elèctrics, utilitzats per a facilitar el treball humà; com ara un tornavís, un ordinador o una falç.
- Estris de mobiliari
- Estris o instruments musicals, per a fer música

## Tipus d'eines
Les eines es poden categoritzar segons la funció que realitzen: de muntatge, subjecció, cop, cort, unió i mesurament i traç.

### Eines de muntatge
- Els tornavisos són eines utilitzades per estrènyer o afluixar caragols. Poden funcionar de manera manual o mitjançant un motor elèctric o pneumàtic, però en tots els casos la punta del tornavís ha d’ajustar-se correctament a la ranura del caragol per evitar-ne la deformació. Aquesta eina pot suportar esforços de torsió considerables, segons la seva mida i la qualitat de l’acer amb què està fabricada. Tanmateix, és important triar el model més adequat per a cada aplicació.

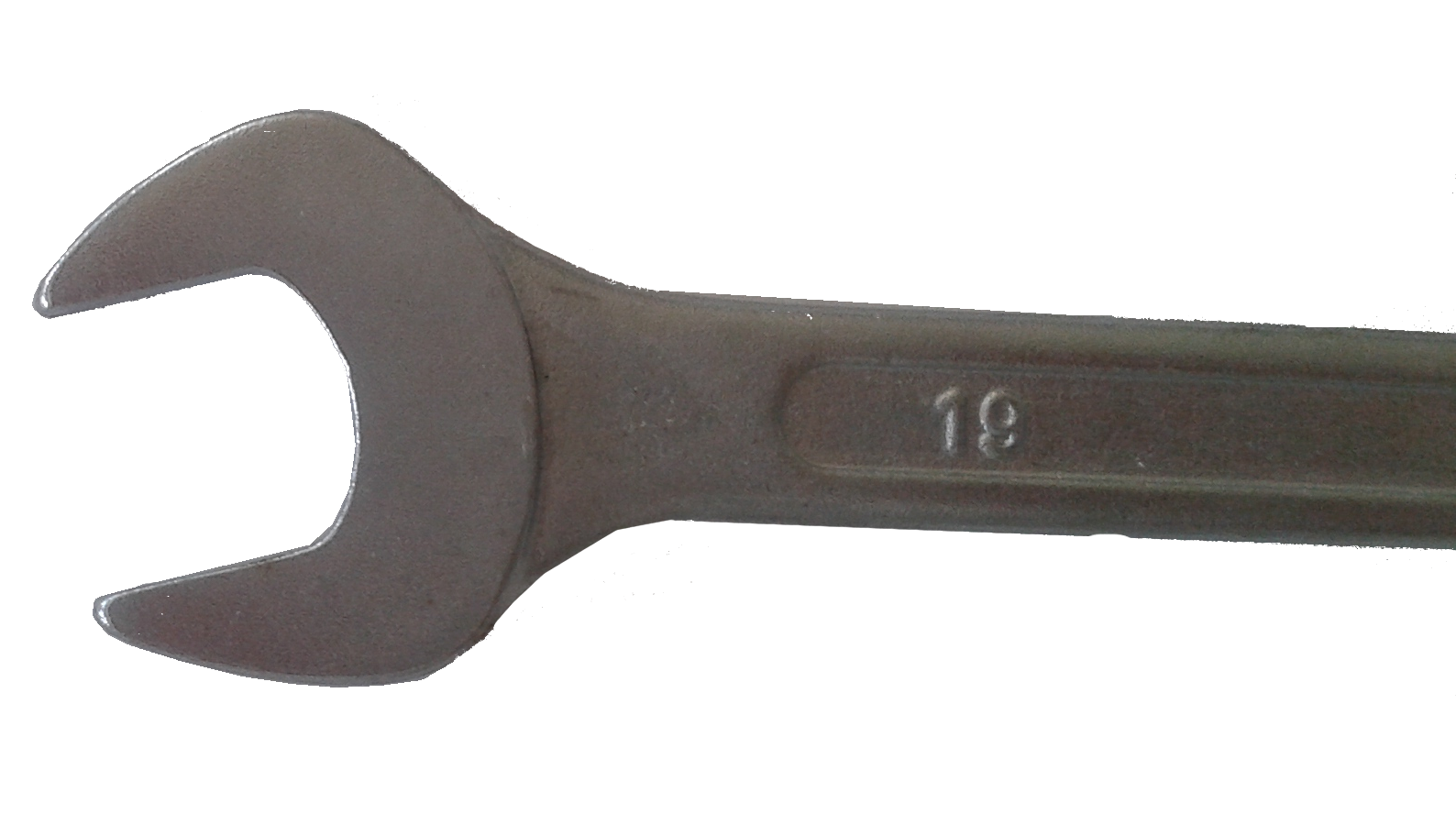
Clau fixa

- Les claus són eines utilitzades per estrènyer o afluixar caragols o rosques, que poden ser hexagonals, quadrades o d’altres formes especials. Poden operar-se manualment o mitjançant un motor elèctric o pneumàtic. La boca de la clau pot ser fixa o ajustable, per adaptar-se a la mida de la rosca o del cap del caragol. Un cop seleccionada i col·locada la clau adequada, s’exerceix una rotació per estrènyer o afluixar l’element. En alguns treballs de muntatge o desmuntatge és necessari aplicar un parell de torsió precís, d’acord amb les especificacions del fabricant, per evitar deformacions en els components. En aquests casos s’utilitza una clau dinamomètrica, que permet controlar el parell aplicat mitjançant un indicador graduat.  Les claus ajustables poden adaptar-se a diverses mides de caragols o rosques mitjançant el desplaçament d’una o ambdues mordasses. Per treballar amb tubs de diferents diàmetres s’empra la clau per a tubs, també coneguda com a clau Stillson.

### Eines de subjecció
- El caragol de banc serveix per subjectar peces que es tallen, llimen o dobleguen. Quant al seu funcionament, el caragol es col·loca entre les mordasses i se'l fa girar per mitjà de la palanca que tanca les mordasses.

- Les pinces o alicates tenen la funció de subjectar peces. La peça s'agafa amb les mordasses i se l'estreny per l'altre extrem. Algunes alicates, a més de subjectar, serveixen per estirar, doblegar i tallar cables i filferros; uns altres, com els dels electricistes estan aïllats pel costat contrari al de les mordasses. Els alicates d'extensió s'ajusten a diferents dimensions. Les alicates no s'han d'usar per estrènyer o afluixar caragols ni prendre peces temperades o cementades, ja que poden fer-se malbé les rosques (habitualment, hexagonals o quadrades). A més, també pot fer-se malbé la mordassa. Per tal d'una operativitat òptima, és molt important que les alicates estiguin lliures de greix o oli.

### Eines de cop o percussió
Les eines de cop o percussió són emprades per copejar objectes. Aquesta tipologia inclou: 

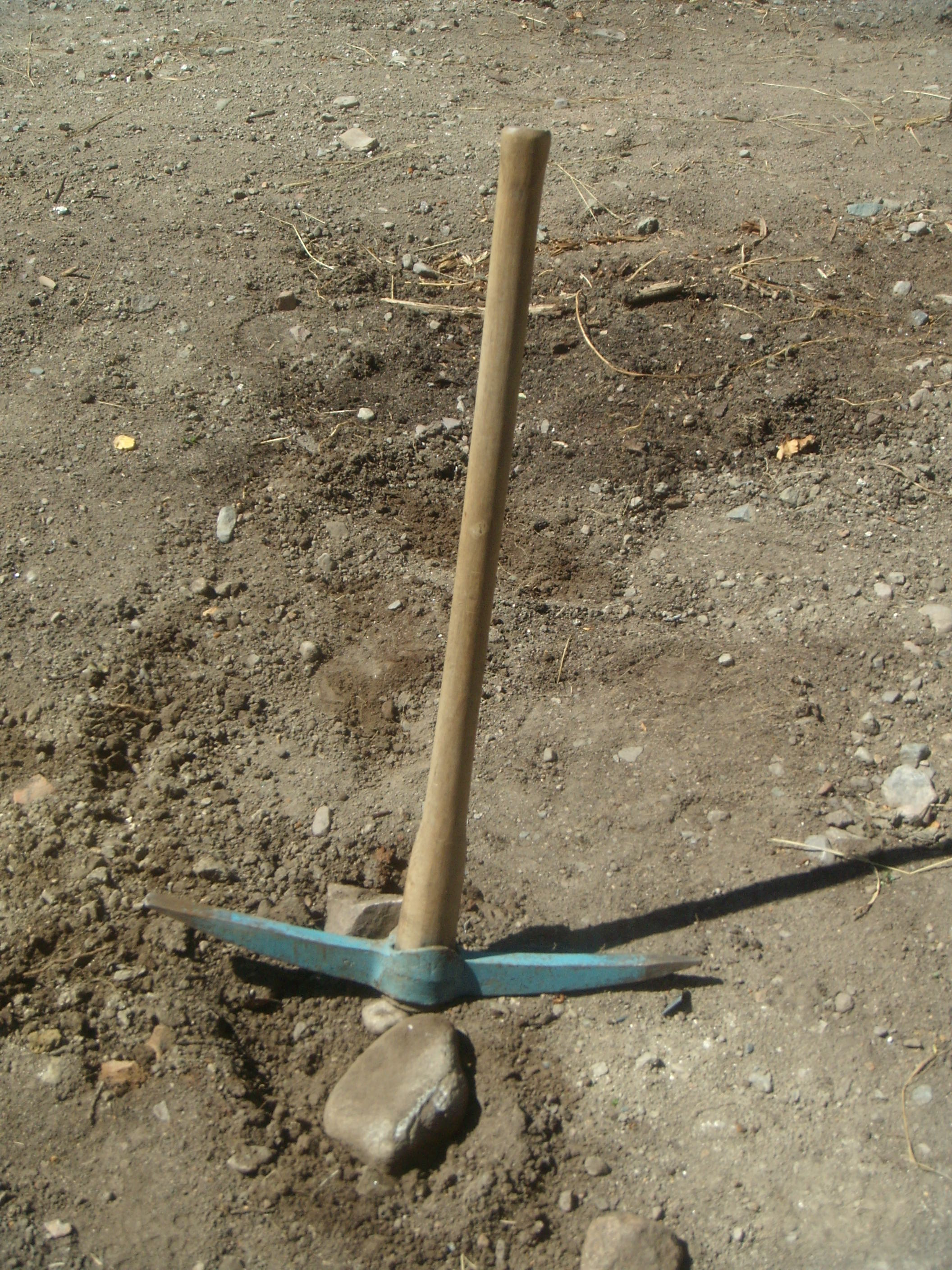
Pica

- El martell de mà
- La pica
- La bola de demolició
- La picassa
- L'encuny
- El martell pneumàtic

### Eines de tall
- Llimes: Serveixen per escalabornar, ajustar i polir superfícies metàl·liques, plàstics, fusta, etc. Són eines de tall amb petites dents (anomenades «picat») col·locades al cos de la llima. Es classifiquen segons el tipus de picat —senzill (una sola filera de dents) o doble (dues fileres)—, i segons la seva profunditat: gruixuda, bastarda, fina o raspa. També es classifiquen segons la forma: rodones, triangulars, quadrades, etc. Algunes s’utilitzen en treballs especialitzats, com ara l’ajust de banc dels llauners o en rellotgeria.
- Serres: Eines per tallar materials tous amb despreniment d’encenall. Poden ser manuals o elèctriques, i estan fetes amb fulles d’acer de diversos tipus i mides. S’utilitzen per tallar fusta, plàstics, laminatges, làmines de fibra de vidre, etc. Un tipus especial és la serra de calar, generalment elèctrica, destinada a fer talls corbats.
- Serra de marqueteria: Serveix per fer talls fins amb despreniment d’encenall. És un arc metàl·lic amb suport i dos cargols amb papallona per subjectar i tensar la fulla, que és d’acer i té dues perforacions als extrems. Les dents, inclinades alternativament, formen l'entrescat, que evita que la serra s'embussi i es trenqui. S’empunya amb dues mans i el tall s’ha de fer amb pressió cap endavant. Es recomanen uns 35 cicles per minut. El nombre de dents ha d’adaptar-se a la grossària i tipus de material a tallar.
- Guilleume: Eina de fusta curta per ajustar fusta. Pot operar-se manualment o amb motor elèctric. Té una cara rectificada i una fulla que desprèn encenalls. La garlopa és una eina similar, però de dimensions més grans.
- Cisells i enformadors: Serveixen per desprendre petits fragments de material. Són d’acer amb secció hexagonal i punta temperada. Presenten angles de tall de 60 o 70°, i l’altre extrem es copeja. Es classifiquen segons la forma del tall (recte, rodó, en estrella) i la mida. Es poden copejar amb martell manual o pneumàtic. La inclinació de tall varia segons el material. El talla-escalf és una eina per tallar materials calents en estat pastós. Cal fer ús d'ulleres de protecció.
- Broques: S’utilitzen per barrinar, és a dir, fer forats circulars. Són cilindres d’acer amb ranura helicoidal i extrem cònic amb tall. Es classifiquen segons diàmetre, el tipus de plançó (cònic o recte) i el material a perforar (ferro, acer inoxidable, formigó, maó, vidre, etc.). Les parts principals són: el punt (inicia el forat), els esparvers (arestes de tall), el marge (contacta amb les parets del forat), les ranures helicoidals (lubriquen i extreuen encenalls) i el plançó (per subjectar la broca). El tipus de tall depèn de la duresa del material.
- Trepant: Eina que fa girar les broques. Pot funcionar manualment, elèctricament o pneumàticament. Està compost per una fletxa amb suport per a broques (mandrí o con) i un sistema de transmissió (engranatges, corrioles o dispositiu pneumàtic).
- Tisores: Instrument de tall sense despreniment de material. S’utilitzen per tallar làmines, cartons, teles, plàstics, etc. Estan formades per dues fulles unides per un cargol central. N’hi ha de diversos tipus i mecanismes disponibles al mercat.

### Eines d'unió
- Els bufadors i els soldadors d'estany  s’utilitzen per unir peces (soldar) en processos de fabricació. El seu funcionament és manual. En el cas dels bufadors, proporcionen calor directament a la peça o bé mitjançant un soldador per aconseguir una soldadura tova (anomenada també falsa soldadura). En els soldadors elèctrics, una resistència genera la calor necessària. Aquests soldadors s’empren habitualment per soldar filferros de coure o components electrònics.
- La pistola de silicona, tant si s’utilitza amb silicona en estat pastós com sòlid, serveix per unir una gran varietat de materials. En el cas de les barres sòlides, la pistola disposa d’una resistència que les fon per permetre’n l’aplicació.
- També es poden considerar eines d’unió els caragols i els claus, juntament amb els seus respectius instruments —tornavís i martell—, ja que permeten unir objectes, encara que sigui de manera temporal, mitjançant fixació mecànica.

### Eines de mesurament o traçat
Finalment, hi ha els instruments de mesura i traçat, que s’utilitzen per traçar, verificar i comprovar proporcions en processos de disseny, fabricació, control, investigació o manteniment.
Les activitats de mesura consisteixen a comparar una magnitud amb una altra de valor conegut. Es poden mesurar dimensions com la longitud, l’amplada, l’alçada, els angles o la profunditat d’un objecte tècnic, així com realitzar mesures elèctriques, electròniques o de rendiment en motors.
Les mesures obtingudes no són absolutament exactes, ja que depenen de la precisió dels instruments emprats. Per exemple, una regla pot oferir precisions d’un mil·límetre, mentre que un peu de rei (vernier) pot mesurar en dècimes de mil·límetre. També influeix l’experiència de l’operari en l’ús correcte de l’instrument.
Els sistemes de mesura habituals són el sistema mètric decimal i el sistema anglosaxó. Per transferir mesures s’utilitzen compassos de puntes (interiors i exteriors) i, per als angles, l’escaira falsa. El traçat consisteix a traslladar a una peça les dades d’una representació gràfica, amb l'objectiu de mecanitzar-la o donar-li forma posteriorment. Per a fer-ho es requereix un manual i eines, com ara regles, esquadres, compàs de vara, rosset i ratllador.
En altre estri de mesurament és el nivell, un instrument utilitzat per determinar-ne l'horitzontalitat o verticalitat d'un element.

## Ús d'eines en animals no humans
Hi ha definicions de l’ésser humà que consideren la fabricació i l’ús d’eines com una activitat exclusivament humana, inabastable per altres espècies. Per aquest motiu, quan la primatòloga Jane Goodall va informar Louis Leakey que havia observat un ximpanzé utilitzant una branqueta per “pescar” tèrmits, Leakey va respondre amb ironia: “Ara haurem de redefinir què és un ésser humà, redefinir què és una eina o acceptar que els ximpanzés són humans!” Potser la majoria van optar per modificar la definició d’“eina”, però des de llavors aquest comportament ha estat documentat en molts altres primats, així com en aus i fins i tot en cefalòpodes.